# Heraklea Pontyjska

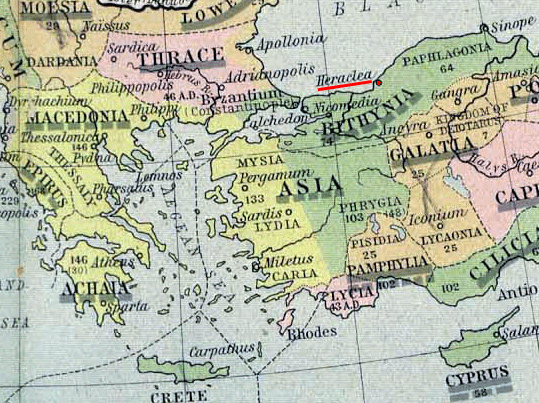
Mapa przedstawiająca basen Morza Egejskiego około roku 264 p.n.e. Heraklea podkreślona na czerwono.

Heraklea Pontyjska (gr. Ηράκλεια Ποντική, późnogr. Ποντοηράκλεια, łac. Heraclea Pontica) – kolonia Megary założona w roku 558 p.n.e. Położona była nad Morzem Czarnym, na pograniczu Bitynii i Paflagonii, o jeden dzień szybkiej żeglugi od Bosforu. Posiadała dogodny port, co przy korzystnym położeniu geograficznym umożliwiło miastu uzyskanie statusu ważnego centrum handlu czarnomorskiego. W okresie największego rozkwitu miasto rozciągało się aż na sąsiadującą z nim równinę.

## Historia miasta

### Starożytność
Heraklea szybko opanowała okoliczne tereny, na których zakładała własne kolonie, a w pierwszej połowie V w. p.n.e. podporządkowała sobie miejscowych Mariandynów, obracając ich w zależnych chłopów, gwarantując jednak, że nie będą sprzedawani poza granice kolonii. Zaplecze rolnicze, dogodne położenie oraz rozległe kontakty handlowe zapewniały miastu dobrobyt oraz silną pozycję na Morzu Czarnym. Heraklea zakładała kolonie także poza południowym wybrzeżem morza (Kallatis, Chersonez Taurydzki), mieszała się w sprawy innych poleis (m.in. na Półwyspie Krymskim), w czym pomagała jej flota wojenna – miasto dysponowało sporymi siłami morskimi w czasach hellenistycznych, a prawdopodobnie i wcześniej. Potęga militarna i gospodarcza pozwoliła polis zagwarantować sobie niezależność przez większość okresu hellenistycznego, kiedy to w świecie greckim dominowały wielkie monarchie.
W roku 72 p.n.e. miasto zostało zdobyte przez króla Pontu – Mitrydatesa VI. W trakcie jego walk przeciwko republice rzymskiej (Wojny Rzymu z Mitrydatesem) Rzymianie zdobyli i spalili miasto. Po tym wydarzeniu Heraklea, choć odbudowana, nigdy już nie odzyskała swojego pierwotnego rozmiaru i znaczenia. Ostatecznie wojna zakończyła się klęską, a następnie samobójstwem Mitrydatesa, zaś miasto, wraz z zachodnią częścią królestwa Pontu, zostało w roku 63 p.n.e. włączone do państwa rzymskiego.
Po podziale cesarstwa rzymskiego Heraklea Pontyjska znalazła się w jego wschodniej części, określanej później jako Cesarstwo Bizantyńskie. W okresie późnorzymskim miasto należało do prowincji Honorias, a następnie, po jej likwidacji, do prowincji Paflagonia.
W pierwszej połowie V wieku miasto zostało zniszczone przez trzęsienie ziemi, odbudowano je jednak staraniem cesarza Teodozjusza II w 440 roku.

### Średniowiecze
Od VII wieku miasto należało do temu Bukellarion. Dzięki swojemu położeniu za pasmami górskimi, oddzielającymi wybrzeże czarnomorskie od wnętrza Azji Mniejszej, Heraklea Pontyjska nie ucierpiała od licznych w tym okresie najazdów arabskich.
W mieście miało siedzibę biskupstwo, a po utracie w 1325 Klaudiopolis przeniesiono tutaj metropolię, którą w 1387 połączono z arcybiskupstwem Amastris.
W 1204 roku Herakleę zajął Dawid I Wielki Komnen i uczynił ją ośrodkiem swojego lokalnego państewka. Po śmierci Dawida w 1214 miasto opanował Teodor I Laskarys i włączył je do Cesarstwa Nikei. Po odzyskaniu Konstantynopola w 1261 Heraklea ponownie weszła w skład Cesarstwa Bizantyńskiego. Miasto utrzymywało swoje handlowe znaczenie aż do podboju tureckiego w 1360. Swoją faktorię mieli tu m.in. Genueńczycy.

## Znani mieszkańcy
- Heraklides z Pontu – grecki filozof, uchodzący za twórcę filozofii heliocentrycznej.
- Memnon z Heraklei – grecki historyk, autor wielotomowej historii miasta.